# Cratere Ahti
Ahti è un cratere sulla superficie di Callisto.